# دبوسيا
دبوسيا هي إحدى القرى المحتلة والمدمرة التابعة لمركز فيق التابع لمحافظة القنيطرة في هضبة الجولان بجنوب غرب سوريا.
تتبع ناحية قرى مركز ومنطقة فيق، محافظة القنيطرة (477ن-370م). تقع على ظهرة بركانية تنحدر جنوباً باتجاه وادي اليرموك، إلى الغرب من مكان التقاء وادي الرقاد بوادي اليرموك، تطل شمالاً على وادي الياقوصة، تبعد 5 كم إلى الجنوب الشرقي من مدينة فيق. شيدت هذه القرية على بقايا خربة قديمة، وقد دلت التنقيبات الأثرية فيها على وجود حجارة بناء منحوتة، وتيجان وبقايا معاصر زيتون، وكهوف ومقابر وأدوات حجرية وفخار تعود إلى العهود الرومانية والبيزنطية والعربية الإسلامية. يزرع سكانها الحبوب والبقول بعلاً. ويزرعون على ضفاف نهر اليرموك أشجار الزيتون والكرمة والموز والحمضيات والرمان، ويربون المواشي، ويعتنون بتربية النحل. تنتشر بين سكانها صناعة أطباق القش وجرار الماء. تشرب من منهل فيها يستمد ماؤه من مشروع مياه الجوخدار. تتبعها مزرعة صفورية.